# André Villas-Boas
Luís André de Pina Cabral e Villas-Boas (* 17. října 1977, Porto) je portugalský fotbalový trenér. V létě roku 2011 se stal trenérem Chelsea FC, kde nahradil italského kouče Carla Ancelottiho. Od roku 2012 byl trenérem Tottenham Hotspur FC, kde ovšem skončil v prosinci roku 2013. Naposledy trénoval francouzský celek Olympique Marseille.

## Trenérská kariéra

### Začátky
Šestnáctiletý André napsal dopis trenérovi svého oblíbeného klubu FC Porto Bobby Robsonovi, ve kterém žádal vysvětlení, proč nedává více prostoru útočníkovi Domingosovi. Mladý fanoušek zaujal slavného trenéra svým zaujetím a dobrou angličtinou a ten ho angažoval jako poradce. Pod vedením Robsona získal trenérskou C-licenci UEFA.
V letech 2000–2001 vedl ve dvou zápasech jako hlavní trenér reprezentaci Britských Panenských ostrovů. Poté působil jako asistent Josého Mourinha u A-týmu FC Porto.

### Académica de Coimbra
V říjnu 2009 převzal poslední celek portugalské první ligy Académicu de Coimbra a vytáhl ho na konečné 11. místo v sezoně 2009/10 a do semifinále portugalského ligového poháru.

### FC Porto
Po úspěšné sezoně v provinčním klubu podepsal 2. června 2010 smlouvu s nejúspěšnějším portugalským klubem posledních let FC Porto. Začal vítězstvím v domácím Superpoháru, když v tradičním zápase před začátkem sezony porazil Benficu 2:0.
S klubem během sezony vyhrál další tři trofeje: portugalskou ligu, pohár a Evropskou ligu. Stal se tak nejmladším trenérem, který kdy vyhrál evropský pohár.
Během sezony vytvořil spolu s týmem několik rekordů:
- Nejdelší série zápasů bez porážky ve všech soutěžích v řadě (36 zápasů)
- Nejvíce výher portugalského klubu v evropských soutěžích (14 zápasů)
- Nejvíce bodů v jedné sezoně portugalské ligy (84 bodů)
- Největší náskok mistra na druhé místo (21 bodů)
- Nejvíce vyhraných zápasů v lize v řadě (16 zápasů)

### Chelsea FC
22. června 2011 podepsal smlouvu s londýnskou Chelsea, kde nahradil odvolaného Carla Ancelottiho. Jako prvního nového hráče přivedl do týmu belgického brankáře Thibauta Courtoise. Po neuspokojivých výsledcích byl z funkce odvolán 4. března 2012 (kdy tým spadnu na 9 příčku) a jeho funkci převzal do konce sezóny dosavadní asistent Roberto Di Matteo, jemuž se podařilo dovést tým k vítězství v Lize mistrů UEFA.

### Tottenham Hotspur
3. července 2012 se stal trenérem londýnského klubu Tottenham Hotspur FC, kde nahradil Harryho Redknappa. V sezóně 2012/2013 skončil Tottenham na 5. místě, čili jednu příčku za kvalifikací do Ligy mistrů. Byl prvním trenérem po 23 letech, který porazil Manchester United na Old Trafford. V sezóně 2012/2013 dovedl Tottenham Hotspur FC do čtvrtfinále Evropské ligy UEFA, kde vypadl s FC Basilej.

## Úspěchy
FC Porto
- 1× vítěz Evropské ligy (2010/11)
- 1× vítěz portugalské ligy (2010/11)
- 1× vítěz portugalského poháru (2010/11)
- 1× vítěz portugalského Superpoháru (2010)